# دوغلاس أوسبورن
دوغلاس أوسبورن (بالإنجليزية: Douglas Osborne)‏ هو لاعب اتحاد الرغبي أسترالي، ولد في 19 يوليو 1952 في نهر التمز في المملكة المتحدة.